# Kaschmiriosoma loebli
Kaschmiriosoma loebli är en mångfotingart som beskrevs av Jeekel 2003. Kaschmiriosoma loebli ingår i släktet Kaschmiriosoma och familjen orangeridubbelfotingar. Inga underarter finns listade i Catalogue of Life.